# Dixa dyari
Dixa dyari är en tvåvingeart som beskrevs av Garrett 1924. Dixa dyari ingår i släktet Dixa och familjen u-myggor. Inga underarter finns listade i Catalogue of Life.